# Windischleuba
Windischleuba es un municipio situado en el distrito de Altenburger Land, en el estado federado de Turingia (Alemania), a una altitud de 200 metros. Su población a finales de 2016 era de unos 2000 habitantes y su densidad poblacional, 100 hab/km².
Se encuentra junto a la frontera con el estado de Sajonia. Dentro del distrito, el municipio está asociado a la mancomunidad (Verwaltungsgemeinschaft) de Pleißenaue, cuya capital es Treben. En su territorio se incluyen varias pedanías donde viven en total unos setecientos habitantes: Bocka, Borgishain, Pähnitz, Pöppschen, Remsa, Schelchwitz y Zschaschelwitz. Estas pedanías eran antiguos municipios cuyos territorios se incorporaron al término municipal de Windischleuba entre 1950 y 1973.
La localidad tiene su origen en un castillo de foso medieval, construido como punto estratégico para cruzar el río Pleiße en la ruta que unía el centro de Alemania con Bohemia pasando por Chemnitz. Inicialmente dependía de Weida, pero en el siglo XIII pasó a pertenecer a Altemburgo. Perteneció al ducado de Sajonia-Altemburgo hasta la unificación de Turingia en 1920.